# Candiba
Candiba is een gemeente in de Braziliaanse deelstaat Bahia. De gemeente telt 12.821 inwoners (schatting 2009).

## Aangrenzende gemeenten
De gemeente grenst aan Guanambi, Palmas de Monte Alto, Pindaí en Sebastião Laranjeiras.